# يان ماكفيرسون
يان ماكفيرسون (بالإنجليزية: Ian McPherson)‏ (26 يوليو 1920 بغلاسكو في المملكة المتحدة - 1 مارس 1983 بسانت ألبانز في المملكة المتحدة) هو لاعب كرة قدم بريطاني (وحمل سابقاً جنسية المملكة المتحدة لبريطانيا العظمى وأيرلندا) في مركز جناح ‏. لعب مع كامبريدج يونايتد ونادي أرسنال ونادي برينتفورد ونوتس كاونتي وBedford Town F.C. ‏.